# Ледена пећина
 Ледена пећина је пећина која се налази у специјалном резервату „Увац”. Припада Ушачком пећинском систему, највећем систему пећина у Србији. Дуга је 2,5 km. Легенда каже да је име добила по томе што је у њој и лети и зими температура константна, износи 8 °C.

## Одлике
Главни канал Ледене пећине простире се паралелно главном каналу Ушачке пећине, на растојању од око 100 m. Пећина има све елементе подземног дворца - дворане, украсе, високе стубове, драперије. Украси попут дугачких драперија и салива достижу висину и по 10 метара. Испод једног салива је поток који после десетак метара нестаје у пукотини, а ту је и бистро језеро које не дозвољава прилаз дворани са таваницом од танких сталактита.. Дворане су међусобно повезане равним, стрмим или понорским каналима. У пећини се налазе бигрене каде из којих посетиоци могу да пију воду.

## Туризам
Ледена пећина доступна је малом броју посетилаца, јер се до ње може стићи једино вожњом чамцем Увачким језером и пењањем уз металне степенице на стрмој, језеркој обали. Посете су могуће само уз најаву чуварској служби резервата. За посетиоце је обезбеђен превоз чамцима из оба правца или мањим бродићем од бране ХЕ „Увац“ на Растокама. Електрично осветљење није дозвољено па посетиоци могу користити само лампе.